# Clan na Gael
El Clan na Gael (en moderna ortografía irlandesa; Clann na nGael, familia Gaélica) fue una organización republicana irlandesa que operó en los Estados Unidos a finales del siglo XIX y comienzos del XX, sucesora de la Hermandad Feniana y hermana de la Hermandad Republicana irlandesa. En el siglo XXI ha quedado reducida a una pequeña fracción de su tamaño.

## Contexto

La bandera de la Hermandad Republicana irlandesa, el Clan na Gael estuvo directamente ligada a ella durante muchas décadas

A medida que la Inmigración irlandesa alcanzó los Estados Unidos de América a lo largo del siglo XVIII, fueron naciendo numerosas organizaciones. Una de las más antiguas fue formada bajo el nombre de Sociedad Benéfica irlandesa en Boston, Massachusetts en 1737. Existieron varias de estas organizaciones, destacando la Antigua y más benevolente Orden de los Amables Amigos de San Patricio, fundada en Nueva York en 1767, la Sociedad de Amables Hijos de San Patricio para el Alivio de Emigrantes en Filadelfia en 1771, y los Amables Hijos de San Patricio también formada en Nueva York en 1784.
En la parte final de los años 1780, comenzó a emerger entre estas organizaciones un fuerte sentimiento de patriotismo irlandés (más que católico) más intensamente entre los inmigrantes recién llegados. El uso de simbolismo Celta ayudó a reforzar este nacionalismo, lo que quedó plasmado en el uso habitual del término "Hibernio" (el nombre latino de Irlanda).
En 1858, James Stephens había fundado en Dublín la Hermandad Republicana irlandesa (IRB). La decisión inicial de crear esta organización se tomó después de que Stephens consultara, a través de emisario especial Joseph Denieffe, con John O'Mahony y Michael Doheny, los miembros de un grupo precursor llamado Emmet Monument Association.
En respuesta al establecimiento de la IRB en Dublín, se fundó una sociedad hermana en Nueva York, la Hermandad Feniana, dirigida por O'Mahony. Este brazo de actividad Feniana en América produjo un aumento del radicalismo entre los grupos de inmigrantes irlandeses, muchos de los cuales habían llegado a Estados Unidos durante y después de la Gran Hambruna. En octubre de 1865, el Congreso Feniano de Filadelfia reconoció y formó un Gobierno Republicano irlandés en los EE. UU. Pero en 1865, en Irlanda, el diario de la IRB The Irish People había sido incautado por la policía y los líderes de la IRB encarcelados. En 1867 tendría lugar otra revuelta fallida.
Después de los acontecimientos de 1865 en Irlanda, la organización americana comenzó a dividirse sobre cómo proseguir la lucha. Formado por veteranos de la Guerra Civil americana, se había formado un ejército Feniano. Mientras O'Mahony y sus seguidores querían centrarse en apoyar las rebeliones en Irlanda una facción competidora, llamada los Roberts, o el ala de senado, quería utilizar este ejército feniano para atacar bases británicas en Canadá. Las actuaciones fenianas debilitaron las relaciones entre el Reino Unido y los EE. UU. El apoyo americano a los Fenianos empezó a disminuir ya que se les empezó a considerar una amenaza para la estabilidad en la región.
Los irlandeses eran vistos todavía como un pueblo extranjero que vivía dentro de las fronteras del estado americano por los americanos anticatólicos como los miembros del Partido Saber Nada; su existencia dentro de América se veía como campamentos provisionales de inmigrantes que planeaban quedarse en América solo mientras los británicos permanecieran en Irlanda. Se creía que tras la retirada británica del suelo irlandés, los inmigrantes irlandeses regresarían a su tierra natal. Los ataques fenianos fueron vistos como un ejemplo asombroso de actividad inmigrante en la historia de EE. UU. y el nacionalismo irlandés se convirtió en algo excepcional dentro del crisol cultural americano. Muy pocos emigrantes en EE. UU. se preocuparon tanto por su país de origen como los irlandeses; en marzo de 1868, 100.000 seguidores Fenianos organizaron una manifestación antibritánica en Nueva York.

## Creación de Clan na Gael
Después de 1867, la sede de Hermandad Republicana irlandesa en Mánchester decidió no dar su apoyo a ninguna de las facciones existentes, sino que promovió la creación de una organización republicana irlandesa en América, que recibiría el nombre de Clan na Gael.
Según John Devoy en 1924, Jerome James Collins fundó lo que entonces fue llamado el Napper Tandy Club en Nueva York el 20 de junio de 1867, fecha del cumpleaños de Wolfe Tone. Este club fue expandiéndose y en un pícnic en 1870 fue bautizado como Clan na Gael por Sam Cavanagh. Este Cavanagh era el mismo que había asesinado matado al confidente George Clark, que había delatado una operación feniana en Dublín a la policía.
Collins, que murió en 1881 en la desastrosa Expedición Jeannette al Polo norte, era un editor científico del New York Herald, que había abandonado Inglaterra en 1866 al estar implicado en una conspiración para liberar prisioneros Fenianos de la prisión de Pentonville que fue descubierta por la policía. Cuando creó el club en 1867, Collins creía que las dos facciones fenianas acabarían resolviendo sus diferencias y uniéndose.

## Rescate en el Catalpa
Tras llegar a América en 1871 John Devoy se unió rápidamente al Clan na Gael e intentó en varias ocasiones que el Clan adoptara un plan para liberar a los presos de guerra encarcelados por los británicos en Fremantle, Australia. En 1874 John Devoy, con ayuda de Thomas Francis Bourke, fue elegido Presidente del Consejo Ejecutivo del Clan y fue también elegido para llevar a cabo la operación de rescate de los prisioneros. Bourke advirtió a Devoy que habría “kickers” y que sería necesaria una mano dura para mantener el control del Clan na Gael y alcanzar los objetivos. John Devoy dedicó todo su tiempo a este proyecto y supervisó la compra de la embarcación Catalpa y el equipamiento del barco como ballenero. El Clan contrató al americano George S. Anthony como capitán del barco junto con una tripulación de New Bedford. John fue asistido en la dirección del clan por el Dr. William Carroll que fue elegido Presidente del Consejo en 1875 y ambos dirigieron conjuntamente el Clan hasta 1882. Carroll era de ascendencia protestante del Úlster y atrajo al Clan a otros miembros de las clase medias y altas como Simon Barclay Conover, Senador de Florida. El némesis de Devoy durante la búsqueda de financiación para la operación fue John Goff, un aspirante a miembro del Clan que llegaría a ser Juez del Tribunal Supremo de Nueva York y al que, quizás, no le gustaba la influencia de Bourke y Devoy en la organización. Devoy adoptó una línea dura en la dirección, expulsando a miembros del Clan por incumplir y vulnerar las normas del Clan. El éxito del rescate en 1876 hizo que Clan na Gael ocupara el lugar de la Hermandad Feniana a efectos prácticos como voz del nacionalismo irlandés en Estados Unidos.
Bajo la jefatura de John Devoy, Clan na Gael finalmente lograría difundir el mensaje nacionalista irlandés entre los americanos.

## La Nueva Salida de 1879

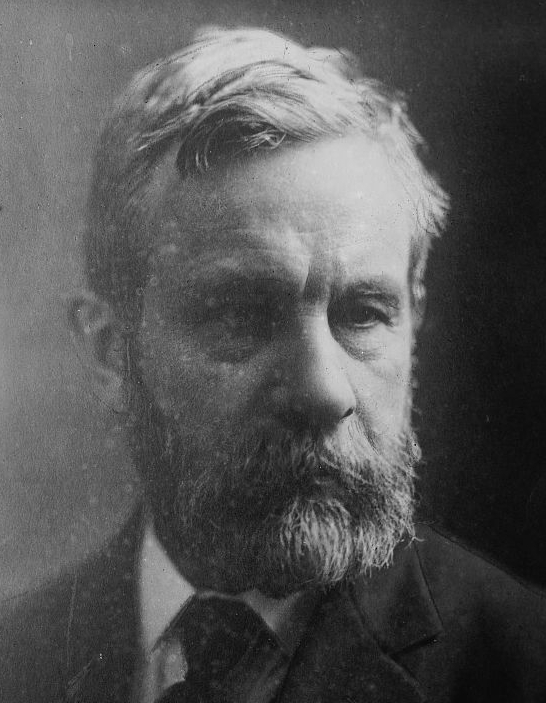
John Devoy se convirtió en una figura clave en Clan na Gael a finales del y comienzos del siglo XX

En 1879, Devoy promovió una "Nueva Salida" en el pensamiento republicano irlandés, por el que el "partido de la fuerza física" se aliaba con el Partido Parlamentario irlandés liderado por Charles Stewart Parnell, MP; los planes políticos de los Fenianos se combinaban de este modo con la revolución agraria inaugurada por la Irish National Land League. El acuerdo fue sellado en la primera Convención de la Raza Irlandesa celebrada en Chicago en 1881.
Hacia 1880, el ala más agresiva del Clan na Gael comenzaron a rechazar el camino lento iniciado por Devoy y Carroll y tomaron el control de la organización en 1882 cuando dos "hombres de acción", Alexander Sullivan y Michael Boland tomaron las riendas de la organización y dirigieron el clan de forma dictatorial junto con un inactivo Mr. Feeley. El nuevo liderazgo ignoró al Consejo Revolucionario establecido por Carroll para coordinar las relaciones entre la IRB y el Clan y empezó para operar en el más absoluto secreto, incluso con respecto a los miembros del Clan. Estos tres hombres se llamaban a sí mismos el "Triángulo" y lanzaron una campaña de bombas en Inglaterra, conocida con el nombre de "Guerra de la Dinamita". Esto enfureció a la IRB en Irlanda, que cortó los lazos con los irlandeses-americanos. Michael Boland fue señalado posteriormente como espía británico, lo que explicaría por qué la mayor parte de los terroristas habían podido ser apresados antes de actuar.
Los años 1880 vieron la consolidación, al menos en los Estados Unidos, de la orientación ideológica irlandesa, donde el sentimiento más nacionalista encontró su lugar en el Clan na Gael, más que en organizaciones como la Antigua Orden de los Hibernos. Aquellos de mentalidad más agraria encontraron su lugar dentro de la Federación irlandesa de América. Otra corriente se conectó con el movimiento socialista y sindicalista, y encontró apoyo entre los Caballeros del Trabajo. A finales de la década, un escándalo financiero en la rama de Chicago del Clan desencadenó una conspiración que concluyó con el asesinato de Dr. Patrick Henry Cronin. John Devoy, que trabajaba con Cronin, empezó a llevar un arma encima, temiendo ser asesinado por los hombres de Alexander Sullivan. El caso Cronin, cuyo fiscal fue el Abogado del Estado Joel Minnick Longenecker consiguió atención internacional. Ni la acusación ni la defensa estaban preocupados por los lazos del Clan con los fenianos, tratándolo simplemente como un caso de asesinato premeditado. El Clan na Gael se dividió entre los partidarios y detractores de las facciones Sullivan/Boland, pero se unió nuevamente por John Devoy hacia 1900.
En Irlanda el Partido Parlamentario irlandés (IPP) consiguió el éxito electoral en los años 1880, y contó con el apoyo del Premier británico William Gladstone que presentó la fallida Acta de Gobierno de Irlanda en 1886. El partido de Gladstone se dividió entonces por la cuestión del Home Rule, e igualmente se dividió el IPP por el matrimonio de Charles Stewart Parnell con Kitty O'Shea.
En 1891, una corriente moderada del Clan na Gael se escindió y formó la Federación Nacional irlandesa de América con T. Emmet como presidente. La federación apoyaba el Partido Nacional en Irlanda, un grupo escindido del Partido del Autogobierno de Parnell. Durante los años 1890 adquirieron gran importancia en el Clan Daniel Cohalan (más tarde Juez del Tribunal Supremo de Nueva York) y Joseph McGarrity.

## En elsigloXX

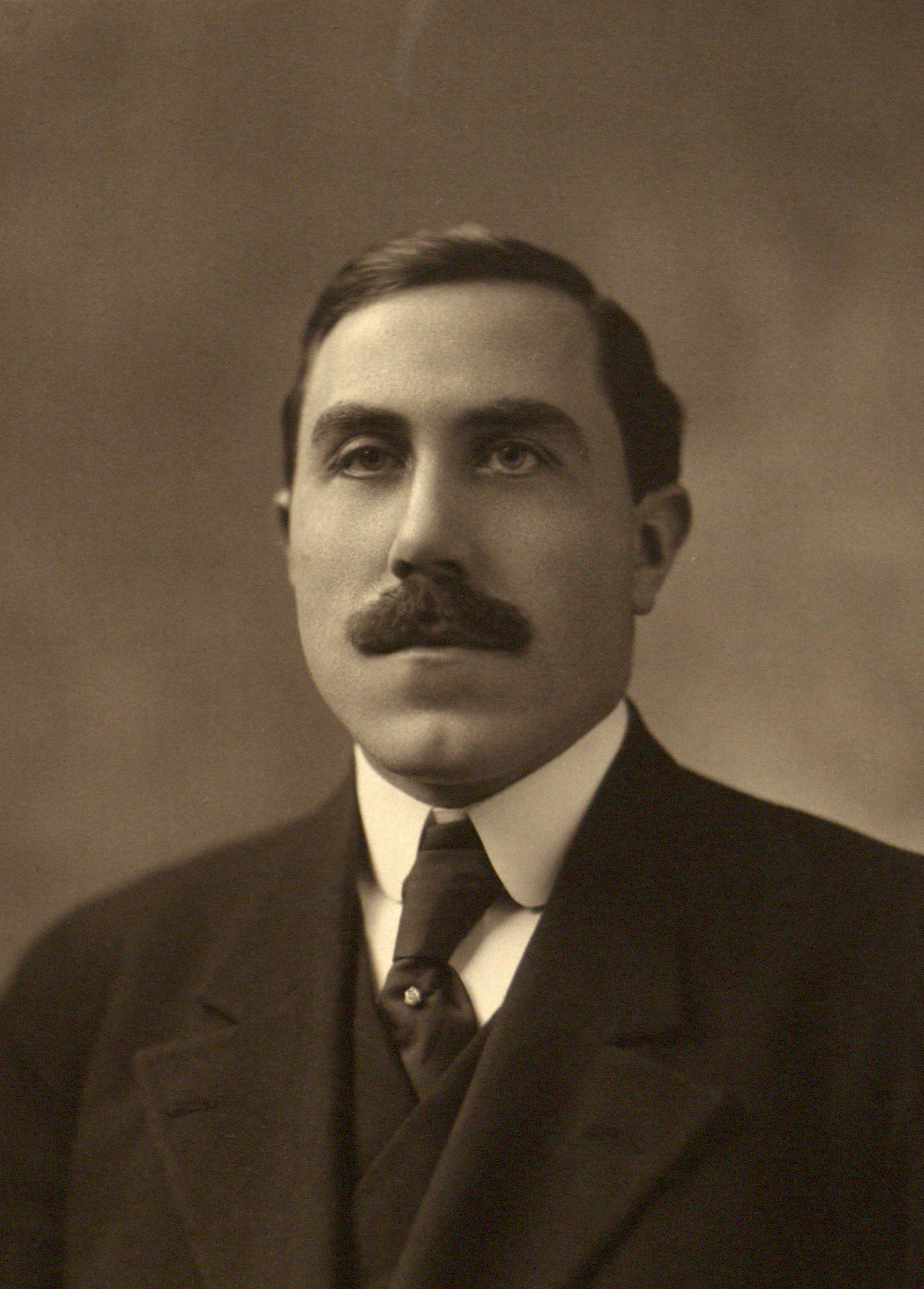
Joseph McGarrity líder de Clan na Gael tras las fracturas generadas por la guerra civil irlandesa

El objetivo de Clan na Gael era asegurar una Irlanda independiente y apoya a la Hermandad Republicana irlandesa en su lucha. Con este fin, el Clan estaba dispuesto a pactar con cualquier nación aliada contra el británico; con el estallido de la Primera Guerra Mundial en 1914, el Clan encontrado su aliado más grande en Alemania Imperial. En 1914, una delegación encabezada por Devoy se reunió con el embajador alemán en los Estados Unidos, el conde Johann Heinrich von Bernstorff, y con su asesor, Franz von Papen. Esto fue seguido por el envío de un emisario John Kenny, en una misión a Berlín para estudiar la posible cooperación entre el esfuerzo de guerra alemán y el nacionalismo irlandés. Devoy, junto con Roger Casement y Joseph McGarrity, fueron capaz de aunar el apoyo americano y alemán en los años previos al Alzamiento de Pascua. Sin embargo, las municiones alemanas no alcanzaron Irlanda, ya que el barco Aud fue interceptado por la Royal Navy.
Clan na Gael sería el mayor contribuyente individual del Levantamiento de Pascua y la Guerra irlandesa de Independencia. La Alemania imperial ayudó al Clan na Gael vendiéndole pistolas y municiones para el Levantamiento de Pascua de 1916. Alemania había esperado distraer a Gran Bretaña de la guerra con una revuelta irlandesa  y así facilitar la victoria alemana en el Frente Occidental. Sin embargo, los rebeldes no consiguieron suficientes apoyos. Clan na Gael también intervino con McGarrity y Casement un fallido intento de reclutar una "Brigada irlandesa" para luchar contra los británicos.
Algunos Sij mantuvieron conversaciones con Clan Na Gael, lo que hizo temer a las autoridades británicas e Indias una posible cooperación entre irlandeses-americanos y Sij contra el Imperio británico. Clan Na Gael apoyó al principal partido Sij, el Partido Ghadar, y apoyó la Conspiración indo-alemana en los Estados Unidos durante Primera Guerra Mundial, que acabó con un juicio en San Francisco en 1917-1918.
Clan Na Gael controlaba las Convenciones de la Raza irlandesa desde 1916, y su grupo afiliado los Amigos de Libertad irlandesa. La Guerra irlandesa de Independencia provocó una ruptura en Clan na Gael que se precipitó en junio de 1920 cuando Éamon de Valera, como presidente de la República irlandesa, se implicó en una disputa con Devoy y el Juez Cohalan sobre la presión a los Candidatos a la presidencia de EE. UU. por el reconocimiento americano de la República irlandesa. Para castigar a Woodrow Wilson por su aparente falta de apoyo, el Clan respaldó a Harding en las Elecciones presidenciales de 1920. En octubre de 1920, Harry Boland declaró que la IRB en Irlanda había cortado conexiones con el Clan mientras que este no actuara según la voluntad del Dáil Éireann. Devoy y Cohalan rechazaron aceptar esto pero McGarrity discrepó, creyendo que sin el apoyo de la IRB, el Clan no tenía legitimidad, lo que provocó la ruptura. McGarrity, cuya facción fue rebautizada como Clan na Gael reorganizado, apoyó a las fuerzas Anti-Tratado durante la Guerra Civil mientras Devoy y Cohalan apoyaban al Estado Libre. Después de 1924, cuando la IRB y el Clan na Gael de Devoy-Cohalan decidieron disolverse, la facción de McGarrity pasó a ser el único Clan na Gael. En 1926, Clan na Gael se asoció formalmente con el reorganizado Ejército Republicano irlandés del mismo modo que antes lo había estado con la IRB.
McGarrity continuó proporcionando apoyo al IRA después de que su ilegalización en Irlanda por de Valera en 1936 pero fue menos activo durante los años 1940 y 1950 después de la muerte de McGarrity 1940. Aun así la organización creció durante los años 70 y jugó un papel clave en el NORAID y proporcionando dinero y armas al IRA Provisional durante "The Troubles" en Irlanda del Norte entre 1969 y 1998.
El Clan na Gael todavía existe hoy, muy distinto de los días del rescate del Catalpa y aún en 1997 se fracturó nuevamente a raíz del abandono de la fuerza física por parte del IRA tras los acuerdos de paz del Viernes Santo, y antes eso sobre el abandono de la política de abstencionismo en 1987. Se considera ambas facciones como Clan na Gael Provisional (aliado del Sinn Féin Provisional/IRA Provisional) y Clan na Gael Republicano (asociado con el Sinn Féin Republicano/IRA de la Continuidad/Movimiento por la Soberanía de los 32 Condados/IRA Real aunque especialmente los primeros). Han sido incluidos en las listas de organizaciones terroristas por el Reino Unido en varias ocasiones.

## Presidentes del Clan na Gael
De su fundación en 1869, aunque fuertemente influida por su fundador John Devoy, la organización ha estado nominalmente bajo el control de un comité ejecutivo al mando de un Presidente de Consejo Ejecutivo nacional. Este comité ejecutivo era elegido en convenciones anuales al principio, bianuales después. En la convención celebrada en Chicago durante 1881, el comité fue reducido a cinco miembros para hacer más fácil su control. El comité quedó bajo la dirección de Michael Boland, D.S. Freely y el presidente ejecutivo nacional Alexander Sullivan conocidos como "el Triángulo".
El primer Presidente quizás tendría que ser Jerome Collins como el hombre que fundó el primer Club (D1) de lo que luego sería el Clan na Gael (estos clubes más tarde fueron llamados "Campamentos"). El club fue nombrado Napper Tandy por un patriota irlandés. Desde el principio, según John Devoy en el Gaelic Americano, el secretario de Napper Tandy y más tarde del Clan na Gael fue William James Nicholson. Fue secretario entre 1867 y 1874 cuando fue destituido por conceder préstamos de los Fondos de los Campamentos que no fueron devueltos. Según un descendiente de John Haltigan el jefe de impresión del Irish People, James Haltigan hijo de John Haltigan era Presidente del Consejo en 1871.
En 1873 James Ryan era Presidente del Consejo. En 1874 John Devoy fue nombrado Presidente en la Convención de Baltimore. Le sucedió en el cargo su amigo y persona de confianza William Carroll de Filadelfia, que ocupó el cargo entre 1875 y 1879. James Reynolds de Connecticut ocupó temporalmente después de la dimisión de Carroll hasta 1881 (no hubo ninguna convención en 1880) cuando el Triángulo de Sullivan, Feeley y Boland asumió el poder. A pesar de que los seguidores de Devoy , Reynolds y Treacy permanecieron en el Consejo, fueron excluidos de las decisiones por el Triángulo. La campaña de bombas que lanzó el Triángulo dividió a la organización a dos facciones a mediados de los años 1880. Tras el asesinato de Cronin, el Clan na Gael se unió una vez más bajo John Devoy en 1900. John Kenny sirvió tan presidente de la rama de Napper Tandy en 1883 y otra vez en 1914.